# Pelochrista edrisiana
Pelochrista edrisiana es una especie de polilla perteneciente al género Pelochrista, categorizada en la tribu Eucosmini, de la subfamilia Olethreutinae.

## Distribución
Se distribuye por Marruecos.

## Taxonomía
Fue descrita por Chretien, in Oberthur en 1922 y publicada por primera vez en Etudes Lepid. Comp 19 (2): 88.